# Mangora acaponeta
Espèce
Mangora acaponeta est une espèce d'araignées aranéomorphes de la famille des Araneidae.

## Distribution
Cette espèce est endémique du Nayarit au Mexique,.

## Description
La femelle holotype mesure 3,8 mm.

## Étymologie
Son nom d'espèce lui a été donné en référence au lieu de sa découverte, Acaponeta.

## Publication originale
- Levi, 2005 : The orb-weaver genus Mangora of Mexico, Central America, and the West Indies (Araneae: Araneidae). Bulletin of the Museum of Comparative Zoology at Harvard College, vol. 158, p. 139-182 (texte intégral).